# Luise Pinc
Luise Pinc, geb. Seifert (* 15. Dezember 1895 in Satzung; † 24. Oktober 1982 ebenda) war eine erzgebirgische Mundartdichterin und Sängerin.

## Leben

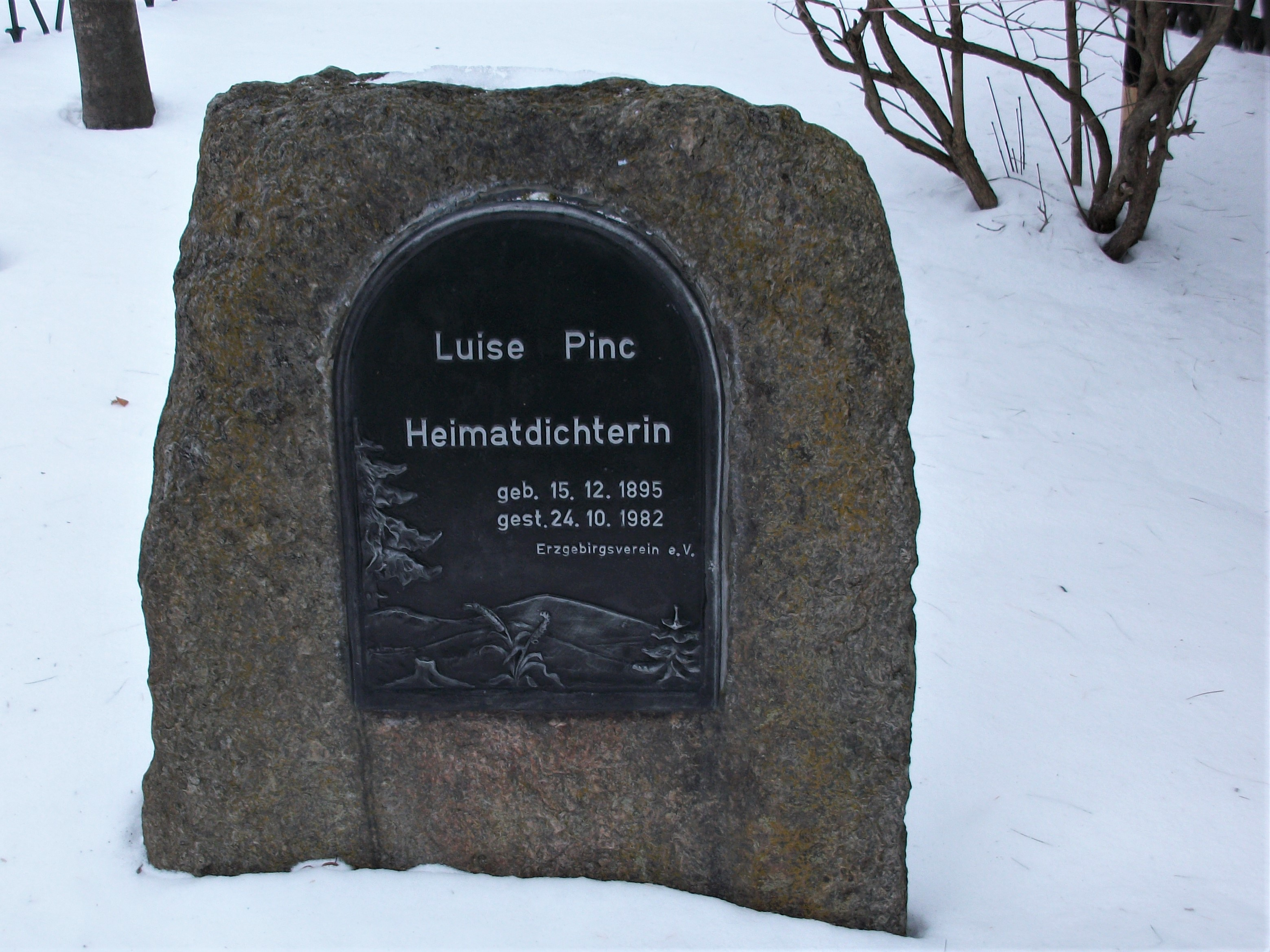
Luise-Pinc-Gedenkstein in Satzung

Als Tochter eines Gänsetreibers in Satzung geboren, besuchte Pinc vor Ort die Volksschule. Anschließend absolvierte sie in einer Chemnitzer Bäckerei eine Ausbildung zu einer Laden- und Wirtschaftsgehilfin. Nach ihrer Hochzeit mit dem aus Schönberg an der Moldau gebürtigen Schuhmacher Anton Pinc begann sie circa 1923 in erzgebirgischer Mundart Gedichte und Lieder zu schreiben. Daneben war sie als selbständige Kranzbinderin in Satzung tätig. Als Gesangsduo „De Tischer Maad“ musizierte sie gemeinsam mit ihrer Schwester Hildegard ab Anfang der 1930er Jahre.
Später trat Luise Pinc gemeinsam mit ihren drei Töchtern Angela Thiel (1922–2017), Violet Weißer und Christa Schubert (1927–2015) als Singgruppe auf, die sich „Luise Pinc mit ihrem Kleeblatt“ nannte und in dieser Form bis in die 1970er Jahre aktiv war.
Luise Pinc verfasste mehr als 3500 Lieder, Gedichte, Geschichten und Theaterstücke. Zu ihrem Nachlass gehören außerdem 53 Tagebücher. Zahlreiche ihrer Lieder und Gedichte wurden vertont und gehören seit vielen Jahrzehnten zum bekannten Liedergut des Erzgebirges (siehe auch Oscar Schönherr).
Ihr Wohnhaus, das „Klinghaisl“, konnte bis 2012 nach Anmeldung in Satzung besichtigt werden. Nachdem es  nicht gelungen war, Haus und Nachlass in museale Hände zu übergeben, wurde beides zum großen Teil verkauft, der Verbleib des künstlerischen Nachlasses ist ungeklärt. 2013 wurde das „Klinghaisl“ verkauft und unter Anleitung der Denkmalpflege restauriert.